# Theaetetus (wiskundige)
Theaetetus (Athene, rond 417 v.Chr - rond 369 v.Chr.) was een Oud-Griekse wiskundige, bekend om zijn bijdragen aan de wiskundige theorie, met name in de gebieden van de meetkunde. Theaetetus is vooral bekend vanwege zijn werk aan irrationale getallen en de classificatie van kegelsneden — cirkels, ellipsen, parabolen en hyperbolen.
Een van zijn belangrijkste bijdragen was de ontwikkeling van het begrip van irrationale getallen als geometrische verhoudingen, niet te vatten in termen van gehele getallen of gewone breuken. Dit was een significant vooruitgang in de Griekse wiskunde en invloedrijk voor latere wiskundigen en filosofen.
Theaetetus is ook bekend door zijn verschijning in Plato's dialoog, genaamd "Theaetetus", waarin Socrates en Theaetetus discussiëren over de vraag "Wat is kennis?", wat laat zien dat Theaetetus ook betrokken was bij filosofische discussies van die tijd.
Zijn werk en leven zijn echter grotendeels bekend door de verwijzingen van latere schrijvers en filosofen, zoals Plato en Proclus, omdat er weinig directe geschriften of documenten van Theaetetus zelf bewaard zijn gebleven.
- Gemeinsame Normdatei: 119176688
- International Standard Name Identifier: 0000 0000 5110 8522
- Library of Congress Control Number: no2009006261
- Nederlandse Thesaurus van Auteursnamen: 125803141
- Système universitaire de documentation: 243189354
- Virtual International Authority File: 29367789
- WorldCat: E39PBJhCGyh3wKPq7rTXp94Xh3